# ClusterKnoppix
'ClusterKnoppix' è un sistema operativo GNU/Linux su Live CD che permette di sviluppare un cluster stile Beowulf. Deriva dalla distribuzione Knoppix ma usa il kernel openMosix.
ClusterKnoppix consente il boot di un cluster in tre modi diversi: in primo luogo utilizzando un server e una serie di nodi in modalità di boot PXE (e quindi permettendo cluster con nodi di tipo "diskless", con notevole risparmio economico e energetico); in secondo luogo mediante una serie di Cd, ognuno per ogni singolo nodo, avviati separatamente; in terzo luogo mediante una serie di installazioni diversi di ClusterKnoppix sui vari nodi, con degli script che configurino i vari sistemi nella rete.
Il notevole vantaggio di ClusterKnoppix (abbandonato alla release 3.6) è l'utilizzo di OpenMosix e del demon "omdiscd" che "sniffa" i vari nodi e consente così di aggiungerli automaticamente al Cluster.